# Street Survivors
| 전문가 평가              | 전문가 평가 |
| 평가 점수                | 평가 점수   |
| 출처                     | 점수        |
| ------------------------ | ----------- |
| AllMusic                 | [ 1 ]       |
| Christgau's Record Guide | A           |
| Rolling Stone            | [ 3 ]       |
| The Daily Vault          | A           |

《Street Survivors》는 1977년 10월 17일에 발매된 미국의 서던 록 밴드 레너드 스키너드의 다섯 번째 스튜디오 음반이다. 이 음반은 오리지널 멤버 로니 반 잰트와 앨런 콜린스가 녹음한 마지막 레너드 스키너드 음반이며, 기타리스트 스티브 게인스가 녹음한 유일한 레너드 스키너드 스튜디오 음반이다. 음반 발매 3일 후, 루이지애나주 배턴루지로 향하던 중 밴드의 전세기가 추락하여 조종사, 부조종사, 그룹의 보조 로드 매니저 및 밴드 구성원 3명 (반 잰트와 게인스의 누나인 백업 가수 캐시 게인스)이 사망했고, 추락에서 살아남은 대부분의 사람들이 중상을 입었다.
이 음반은 발매 10일 만에 골드 인증을 획득하며 즉각적인 성공을 거두었고, 나중에 두 배의 플래티넘이 될 것이다. 이 음반은 싱글 차트에서 상위 20위 안에 들었던 싱글 〈What's Your Name〉과 〈That Smell〉과 마찬가지로 5위를 정점으로 좋은 성적을 거두었다(그 밴드의 최고 히트 음반).

## 배경
이 음반은 두 번 녹음되었는데, 한 번은 톰 다우드가 플로리다주 마이애미의 기준 스튜디오에서 지휘를 맡았고, 다섯 달 후에는 조지아주 도라빌의 스튜디오 원에서 미신인 공동 프로듀서 케빈 엘슨과 로드니 밀스와 함께 녹음되었다. 도라빌 녹음은 음반의 초기 발매에 사용되었다. 2008년 3월, 이 음반은 대부분의 곡들의 대체 버전으로 재발매되었다. 일부 곡에서는 차이가 미미하며, 주요 차이점은 훨씬 더 느리고 확장된 이전 버전의 That Smell이다. 또한 오리지널 음반에는 수록되지 않은 두 곡인 〈Georgia Peaches〉와 〈Sweet Little Missy〉가 포함되어 있으며, 후자는 데모와 최종 형식으로 두 번 수록되었다. 또한 로니의 자전적 보컬 테이크인 〈Jacksonville Kid〉라는 제목의 〈Honky Tonk Night Time Man〉 버전이 포함되어 있는데, 이는 그가 스튜디오에서 녹음한 마지막 보컬 테이크라고 여겨진다.
〈One More Time〉이라는 곡이 음반에 추가되었는데, 아마도 위의 두 곡 중 하나를 삭제하기로 결정된 후일 것이다. 그러나 이 곡은 1971년 머슬 숄즈 데모의 오리지널 녹음으로, 이 음반에 재녹음되지 않았다. 따라서 리언 윌크슨과 아티머스 파일 대신 그렉 T. 워커와 리키 메드록이 참여한다.

### 비행기 추락 사고
1977년 10월 20일, 《Street Survivors》이 발매된 지 3일 만에, 그리고 현재까지 가장 성공적인 헤드라이닝 투어의 다섯 번의 공연에서 레너드 스키너드의 전세기 컨베어 CV-300은 그린빌에서 막 공연한 루이지애나주 배턴루지에 있는 루이지애나 주립 대학교로 가는 비행이 끝날 무렵 연료가 떨어졌다. 조종사들이 작은 활주로에 비상착륙을 시도했지만 비행기는 미시시피주 길즈버그에서 북동쪽으로 8km 떨어진 숲에 추락했다. 결국 로니 반 잰트, 스티브 게인스, 캐시 게인스, 부주임인 딘 킬패트릭, 조종사 월터 맥크리, 부조종사 윌리엄 그레이가 충돌로 사망했다. 다른 밴드 멤버들(콜린스, 로싱턴, 윌크슨, 파월, 파일, 호킨스), 투어 매니저 론 에커먼, 로드 크루들은 살아남았지만 심각한 부상을 입었다.
충돌과 이어진 언론에 이어, 《Street Survivors》는 밴드의 두 번째 플래티넘 음반이 되었고 빌보드 200 차트에서 5위에 올랐다. 싱글 〈What's Your Name〉은 1978년 1월 싱글 에어플레이 차트에서 13위에 올랐다.
《Street Survivors》의 원래의 커버 슬리브에는 모든 건물이 화염에 휩싸인 채 도시 거리에 서 있는 밴드의 사진이 포함되어 있었는데, 일부 사진은 스티브 게인스의 얼굴을 거의 가렸다. 비행기 사고 이후, 이 커버는 큰 논란이 되었다. 고인에 대한 존경심(그리고 스티브의 미망인 테레사 게인스의 요청으로)에서 MCA 레코드는 원래 커버를 철회하고 원래 소매의 뒷면 커버에 있던 단순한 검은색 배경에 밴드의 비슷한 이미지로 교체했다. 음모론자들은 사진 속의 불꽃에 의해 만진 밴드 멤버들만이 충돌로 죽었다고 오랫동안 주장해 왔지만, 이것은 사실이 아니다(불꽃은 거의 모든 밴드 멤버들에게 만지는 것으로 보인다). 30년 후, 《Street Survivors》의 디럭스 CD 버전을 위해 원래의 "불꽃" 커버가 복원되었다.

## 곡 목록
| #  | 제목                 | 작사·작곡                 | 재생 시간 |
| -- | -------------------- | ------------------------- | --------- |
| 1. | 〈What's Your Name〉 | 게리 로싱턴, 로니 반 잰트 | 3:30      |
| 2. | 〈That Smell〉       | 앨런 콜린스, 반 잰트      | 3:37      |
| 3. | 〈One More Time〉    | 로싱턴, 반 잰트           | 5:03      |
| 4. | 〈I Know a Little〉  | 스티브 게인스             | 3:26      |

| #  | 제목                          | 작사·작곡       | 재생 시간 |
| -- | ----------------------------- | --------------- | --------- |
| 1. | 〈You Got That Right〉        | 게인스, 반 잰트 | 3:44      |
| 2. | 〈I Never Dreamed〉           | 게인스, 반 잰트 | 5:21      |
| 3. | 〈Honky Tonk Night Time Man〉 | 멀 해거드       | 3:59      |
| 4. | 〈Ain't No Good Life〉        | 게인스          | 4:36      |

## 인증
| 국가                       | 인증        | 판매량/출하량 |
| -------------------------- | ----------- | ------------- |
| 캐나다 (뮤직 캐나다)       | 골드        | 50,000^       |
| 미국 (RIAA)                | 2× 플래티넘 | 2,000,000^    |
| ^출하량을 기반으로 한 인증 |             |               |